# Markusberg-Tunnel
Der Markusberg-Tunnel (luxemburgisch Tunnel Markusbierg) verbindet die Ausfahrten Schengen (13) und Bad Mondorf (Mondorf-les-Bains) (12) der luxemburgischen Autobahn A13 miteinander.
Er wurde von April 1998 bis November 2002 im Auftrag des Ministère des Travaux Publics (Straßenbauverwaltung Administration des Ponts et Chaussées) auf dem Gebiet der Kommune Schengen zwischen des Ortsteilen Burmerange und Remerschen gebaut. Die reinen  Tunnel-Baukosten beliefen sich auf 44,25 Millionen €, hinzu kamen noch einmal 15 Mio. € für die Ausstattung mit Sicherheits- und Überwachungstechnik. Die Eröffnung fand am 24. Juli 2003 statt.

## Bautechnische Details
- Innerer Radius der Röhre: 5,2 m
- Breite der Fahrspur: 7,0 m; Höhe: 4,8 m
- Höhenunterschied Ein/Ausfahrt: 74,35 m
- Gefälle des Tunnels: 5 %
- Abstand zwischen den beiden Röhren: variabel von 8 m bis 17 m
- Unterirdischer Abtrag: 265.000 m³
- Zahl der Verankerungen: 47.000
- Menge an benötigtem Spritzbeton: 33.000 m³
- Gewicht der Stahlstrukturen: 1.300 t
- Betonmenge für die Tunnelinnenschale: 35.000 m³

## Sicherheitseinrichtungen
Der Tunnel ist mit den modernsten Brandschutzvorrichtungen wie Lineartemperaturmelder, stationären Schaumlöschsystemen und speziellen Feuerwehrbedienschränken ausgestattet. So wurden sieben Fußgänger-Verbindungsstollen zwischen den beiden Tunnelröhren gegraben, die alle 200 m voneinander entfernt sind und permanent unter Druck gehalten werden. Ein Verbindungsstollen ist zusätzlich als Durchfahrmöglichkeit für Rettungsfahrzeuge ausgelegt. Der Tunnel ist mit 22 feuerfesten Sicherheitskammern ausgestattet, in die sich Personen im Notfall begeben können. Die Beleuchtung ist adaptiv ausgelegt, d. h. sie passt sich automatisch den Verhältnissen an den beiden Tunnelportalen an. Über die CITA-Zentrale in Bertrange wird der gesamte Tunnel 24h am Tag überwacht und gesteuert. Außerdem stehen an den beiden Einfahrten große Texttafeln, die aktuelle Informationen über den Verkehr im Tunnel oder auf der weiteren Strecke anzeigen.

## Geschwindigkeit im Tunnel
Im Tunnel gilt eine Höchstgeschwindigkeit von 90 km/h. Diese kann mit Hilfe der LED-Bordsteinleuchten optisch angezeigt werden. Der Fahrer wird damit dezent an die zulässige Höchstgeschwindigkeit erinnert und er kann gleichzeitig sehen, ob er schneller oder langsamer als die Laufleuchten ist. Seit 2022 wird die Einhaltung der Höchstgeschwindigkeit per Streckenradar (mittels Kfz-Kennzeichen-Erkennung) vollautomatisch und lückenlos überwacht.

## Auszeichnung
Im Januar 2008 erhielt der Tunnel Markusberg zusammen mit drei weiteren Tunneln in Europa die Auszeichnung „Bester Tunnel Europas“, die von Eurotap (European Tunnel Assessment), einer europäischen Tunnelprüfungskommission, verliehen wird. Der Tunnel wurde dabei in allen Testbereichen mit der Note „sehr gut“ ausgezeichnet.

## Bauliche Probleme
Der Tunnel musste seit der Eröffnung im Sommer 2003 bereits mehrmals wegen enormer Fahrbahnunebenheiten gesperrt werden. Diese rühren laut des Chefs der Straßenbauverwaltung, Georges Simon, von größeren Wassermassen her, die sich zum Teil bis zu 50 m unter dem Tunnelboden befinden. Dadurch kommen die Erdschichten nicht zur Ruhe und der Tunnel muss gesperrt werden. Zuletzt war dies im November 2008 für zwei Wochen der Fall.

## Galerie

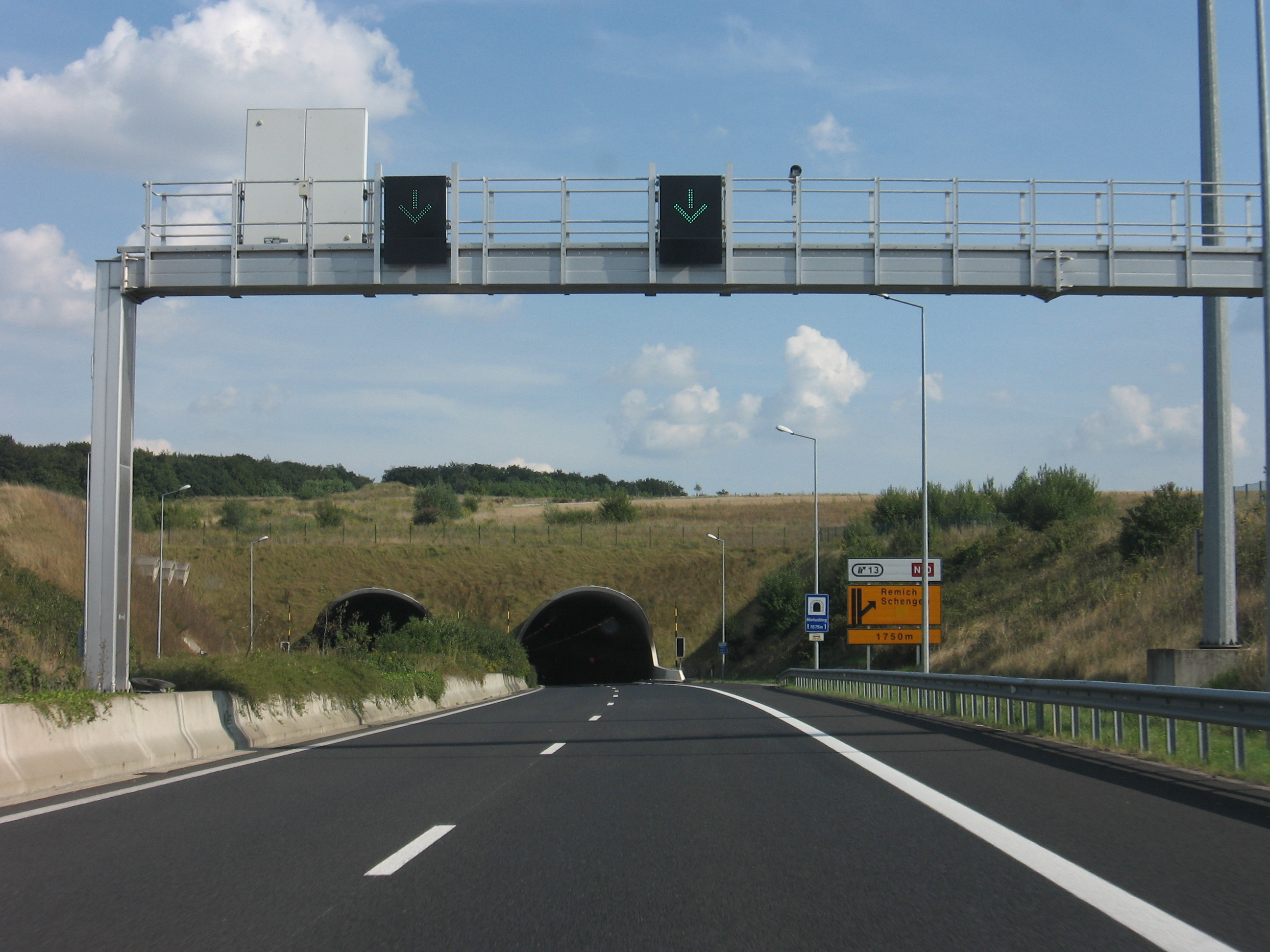
Nordwestportal
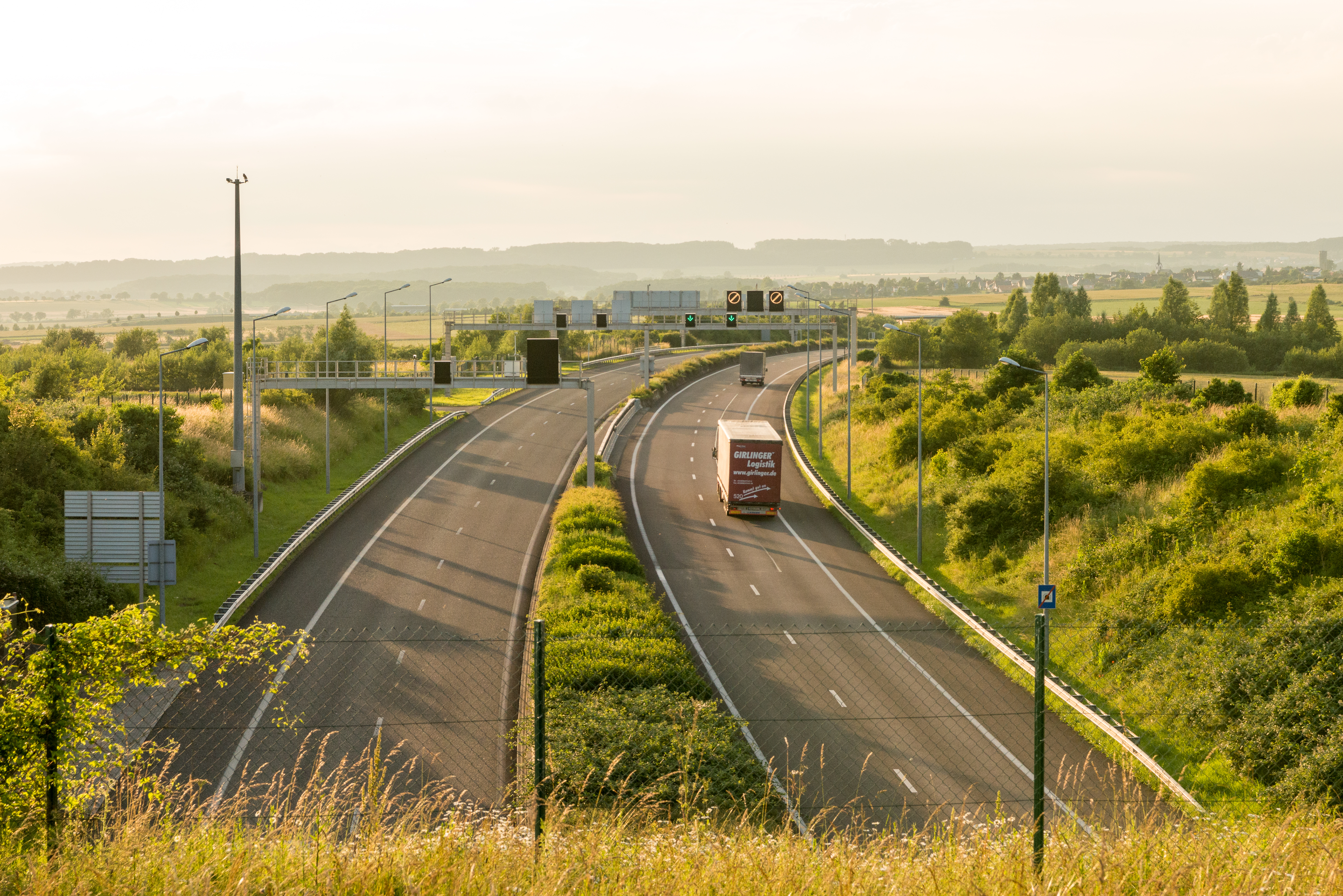
Blick vom „Dach des Tunnels“ in Richtung Burmerange